# رأس بعلبك (قرية)
راس بعلبك هي إحدى القرى اللبنانية من قرى قضاء بعلبك في محافظة بعلبك الهرمل. ويعيش في القرية حوالي 15,000 شخص. سكان القرية هم من المسيحيين بشكل كامل، ومعظمهم من الروم الكاثوليك، بعد أن تحولوا من الكنيسة الأرثوذكسية الشرقية في عام 1721.

## معالمها الدينية والأثرية

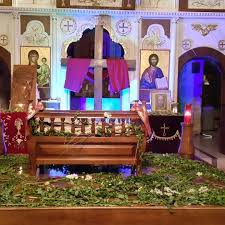
دير سيدة رأس بعلبك

- بلدة رأس بعلبك ليست سوى “كونّا” البيزنطية المذكورة في الوثائق الرسمية لمجمّع خلقيدونية. يعتبر دير سيدة رأس بعلبك من أهم معالمها الدينية والذي يضم الكنيسة العجائبية، ويديره آباء “الرهبانية الباسيلية الحلبية” للروم الكاثوليك.
- مأوى صخري أثري يقع على بعد 500 متر (1600 قدم) شرق القرية في شمال سهل البقاع في لبنان.

## أعلامها
- ألبير سامي منصور
- إدوار سامي منصور[6]
- جان ماري رياشي
- زهير مراد
- إلهام منصور

## مواقع خارجية
- رأس بعلبك